# Лукасевич, Евмен Кириллович
Евмен Кириллович Лукасевич (укр. Євмен Кирилович Лукасевич; 26 декабря 1871, Белая, Чортковский округ, Королевство Галиции и Лодомерии, Австро-Венгрия — 20 декабря 1929, Варшава, Польша) — украинский общественно-политический деятель, дипломат, журналист, медик, издатель. Автор первого украинского «Анатомического словаря».

## Биография
Медицинское образование получил в университетах Львова, Вены и Цюриха.
В 1905 в Харькове получил подтверждение на право заниматься медицинской практикой в Российской империи. Поселился в Киеве, работал терапевтом и эпидемиологом.
Был членом Украинского Научного Общества. В 1917—1918 Е. Лукасевич — один из инициаторов создания украинской врачебной организации, в том числе Украинского Красного Креста.
В 1917 на 1-м Краевом врачебно-санитарном съезде избран заместителем председателя Всеукраинского союза украинских врачей и редактором журнала «Украинские медицинские вести». В апреле 1918 года на учредительном съезде Украинского Красного Креста избран его сопредседателем (вместе с Б. Матюшенко и В. Наливайко).
С января 1918 по апрель 1918 был директором Департамента здравоохранения Украинской Народной Республики.
С конца 1918 до середины 1919 — глава дипломатической миссии Украины в Швейцарии, сначала в качестве представителя Украинской державы, а позже — УНР.
В 1920 — министр иностранных дел в эмигрантском правительстве В. Прокоповича.
В эмиграции до своей смерти в 1929, жил в Варшаве. Издавал газету «Украинская Трибуна» (1921) и первый украинский медицинский журнал «Украинские Медицинские Вести».
В 1926 подготовил и издал «Анатомический словарь».